# Chapada dos Guimarães
Chapada dos Guimarães, amtlich Município de Chapada dos Guimarães, ist eine Stadt mit 22.521 Einwohnern (geschätzt 2021) im brasilianischen Bundesstaat Mato Grosso, 40 km nordöstlich von Cuiabá. 

## Natur
Die Stadt liegt auf der gleichnamigen felsigen 836 Meter hoch gelegene Hochebene Chapada dos Guimarães, die von Cerrado und Regenwald umgeben ist. Der 330 km² große Nationalpark Chapada dos Guimarães wurde am 4. Dezember 1989 gegründet und bietet zahlreiche landschaftliche Sehenswürdigkeiten, darunter Wasserfälle, Höhlen, Tafelberge, Canyons und eine artenreiche Tierwelt. Der höchste Wasserfall ist der Cachoeira Véu da Noiva mit 96 Metern.

## Persönlichkeiten
- Junior Silva Ferreira (* 1994), Fußballspieler